# Juan Antonio Gutiérrez de la Concha
Juan Antonio Gutiérrez de la Concha y Mazón de Güemes (Esles, Burgos, 3 de octubre de 1760 - Cabeza de Tigre, Intendencia de Córdoba, Virreinato de la Plata, 26 de agosto de 1810) fue un marino y militar español de larga trayectoria en el Virreinato del Río de la Plata, que llegó a ser gobernador de Córdoba del Tucumán. Leal al absolutismo español, confrontó con los ideales de la Revolución de Mayo que dio inicio de la emancipación argentina y murió fusilado por orden de la Primera Junta.

## Biografía
Tuvo cuatro hijos con la criolla argentina Petra Irigoyen de la Quintana, quien viajó a España a la muerte de su marido. Dos de ellos fueron los militares y políticos Manuel Gutiérrez de la Concha (1808-1874), marqués del Duero, y José Gutiérrez de la Concha (1809-1895), marqués de La Habana y vizconde de Cuba.
Era un oficial de marina formado en la Academia de Guardiamarinas de Cádiz, que llegó a Buenos Aires poco antes de 1790. Experto en cartografía y astronomía, participó en una de las expediciones más relevantes de finales del siglo XVIII, la que dirigía Alejandro Malaspina, realizando trabajos en las costas patagónicas en 1795, explorando exhaustivamente la zona entre los ríos Negro y Deseado. Dio nombre a los lugares que reconocía, como la península Valdés, por el apellido del ministro español de Marina.
Fue asignado al apostadero naval de Carmen de Patagones y luego al de Montevideo. En diciembre de 1805 fue nombrado gobernador de la Intendencia de Córdoba del Tucumán, pero no alcanzó a asumir el cargo por entonces, por haberse producido en junio del año siguiente. Por orden del gobernador Pascual Ruiz Huidobro, en 1806 acompañó a Santiago de Liniers en la campaña contra las invasiones inglesas, con el rango de capitán de navío. Fue el comandante del Batallón de Arribeños, y más tarde reorganizó la marina de guerra real en el virreinato.
En septiembre de 1807, el virrey Liniers le ordenó ocupar el cargo de gobernador de Córdoba para el que había sido nombrado, lo que hizo a partir del 28 de diciembre de ese año, ya con el rango de brigadier de la Real Armada. Se vio envuelto en discusiones con el partido del Deán Gregorio Funes. Organizó un batallón de milicias locales, que puso al mando del futuro caudillo José Javier Díaz. También mejoró el camino y las postas hacia La Rioja e intentó la explotación del mineral de plata en Famatina. Al ser reemplazado Liniers por Baltasar Hidalgo de Cisneros, lo ayudó a instalarse en Córdoba.
En 1810, al conocerse la noticia de la Revolución de Mayo reunió una asamblea de notables, en la que todos (menos Funes) aconsejaron jurar el Consejo de Regencia y desoír la invitación porteña. Se preparó para luchar y ordenó reclutar fuerzas, desconociendo la autoridad de la Primera Junta. Pero el partido realista quedó aislado, y las tropas de Díaz se negaron a seguirlo.
En agosto llegó la expedición al mando de Francisco Ortiz de Ocampo, y los conspiradores debieron huir hacia el norte. Con Gutiérrez de la Concha fueron capturados el obispo Rodrigo de Orellana, Santiago de Allende, el oficial real (contador) Joaquín Moreno y Rodríguez. En otro lugar fue capturado Liniers.
Ocampo y su delegado político Hipólito Vieytes decidieron desobedecer la orden de fusilarlos y los enviaron a Buenos Aires. Pero al llegar la noticia a la capital, la Junta reiteró la orden y envió al vocal Juan José Castelli hacia el norte, dispuesto a cumplirla.
Fue fusilado el 26 de agosto de 1810 en el entonces extremo sudeste de la provincia de Córdoba (Argentina) junto a Liniers, Allende, Rodríguez y Moreno, por orden de Castelli.
Sus restos descansan en el Panteón de Marinos Ilustres de San Fernando (Cádiz).